# Postgalerie

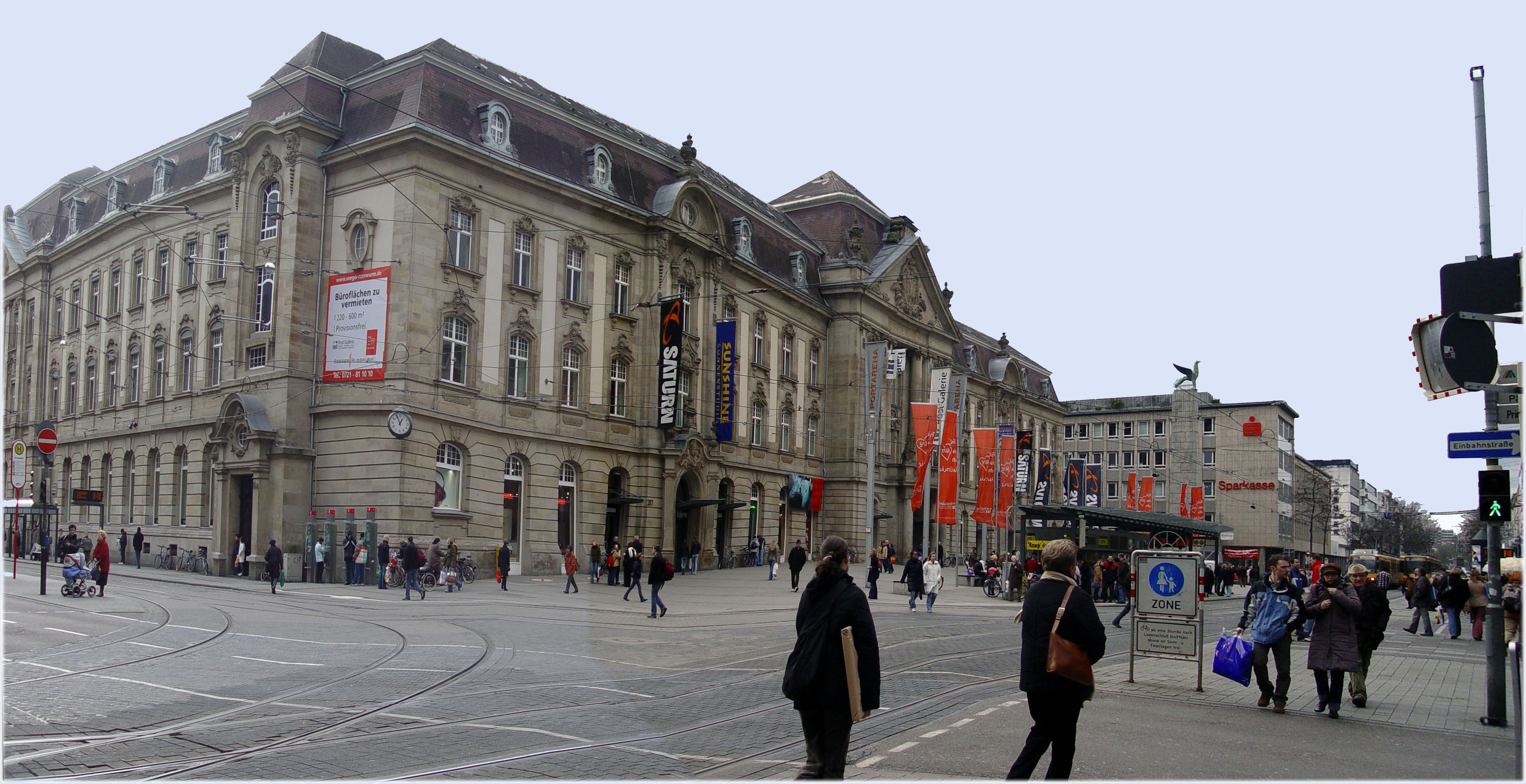
Façade sur l'Europaplatz.

La Postgalerie (galerie commerciale de la Poste) est un centre commercial du centre-ville de Karlsruhe en Allemagne. Elle se trouve dans l'ancien bâtiment de la poste centrale de Karlsruhe et donne sur l'Europaplatz et d'un autre côté sur la Stephanplatz. Elle a ouvert en 2001.

## Histoire
Cet imposant bâtiment de grès a été bâti selon les plans de l'architecte berlinois Wilhelm Walter en style néo-baroque et a ouvert le 18 octobre 1900 en tant que Poste et Télégraphe impériaux. En 1918, on lui ajoute du côté Sud une aile en style néo-classique. L'ensemble mesure alors 100 mètres sur 100 mètres. 
Après la Seconde Guerre mondiale, le bâtiment fortement endommagé abrite des organismes gouvernementaux. Puis en 1949, il abrite la poste centrale. Lorsque la poste fédérale est privatisée en 1995, l'administration en a été démantelée et des espaces lucratifs aménagés. À la fin des années 1990, la Deutsche Post AG a chargé le bureau de Düsseldorf de la société internationale d'architecture Chapman Taylor de transformer le bâtiment inscrit aux monuments protégés et d'en faire un centre commercial moderne.

## Postgalerie
Après deux ans de travaux, la Postgalerie ouvre le 21 septembre 2001, les coûts de construction s'étant élevés à 51 millions d'euros. L'espace commercial s'étend sur 29.000 m² (alimentaire et non-alimentaire) avec trois étages accessibles (rez-de-chaussée, sous-sol, 1er étage) reliés par un atrium de 22 m de haut avec des escaliers et deux ascenseurs en verre. Les 2e et 3e étages ne sont pas accessibles par le centre commercial; on trouve aussi d'autres espaces commerciaux, des bureaux et cabinets.
Les clients peuvent trouver à la Postgalerie environ 50 boutiques (mode, accessoires, alimentation, gastronomie fine, presse, billetteries de spectacles, etc.). Les locataires les plus importants sont Decathlon, Primark et TK Maxx. La Deutsche Post  se réserve encore 900 m² avec un comptoir pour la poste aux lettres et colis («poste jaune») et banque postale et une salle de boîtes postales.
D'importants travaux de rénovation ont eu lieu en 2011 et 2012 après que l'ancien locataire principal Saturn eut emménagé dans un grand magasin voisin. Un parking souterrain sous la Stephanplatz accueille 330 places.
En 2015, la Postgalerie est agrandie d'un étage représentant 1.300 m² d'espace commercial supplémentaire. De plus un centre de fitness s'étend à  3.000 m².
Le centre commercial est géré par CEMAGG GmbH, Karlsruhe (anciennement Sonae Sierra Germany GmbH, Düsseldorf).

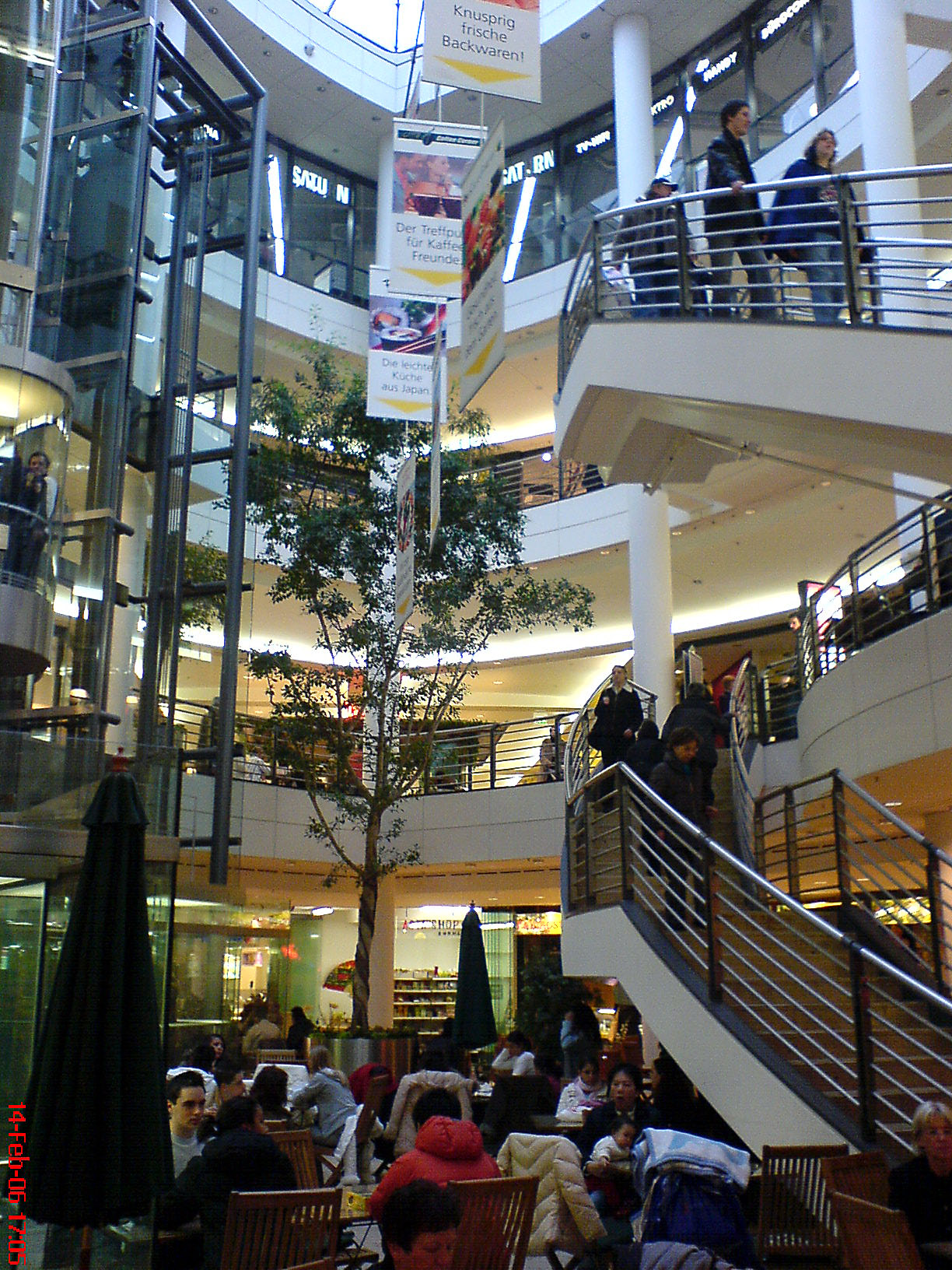
L'atrium.
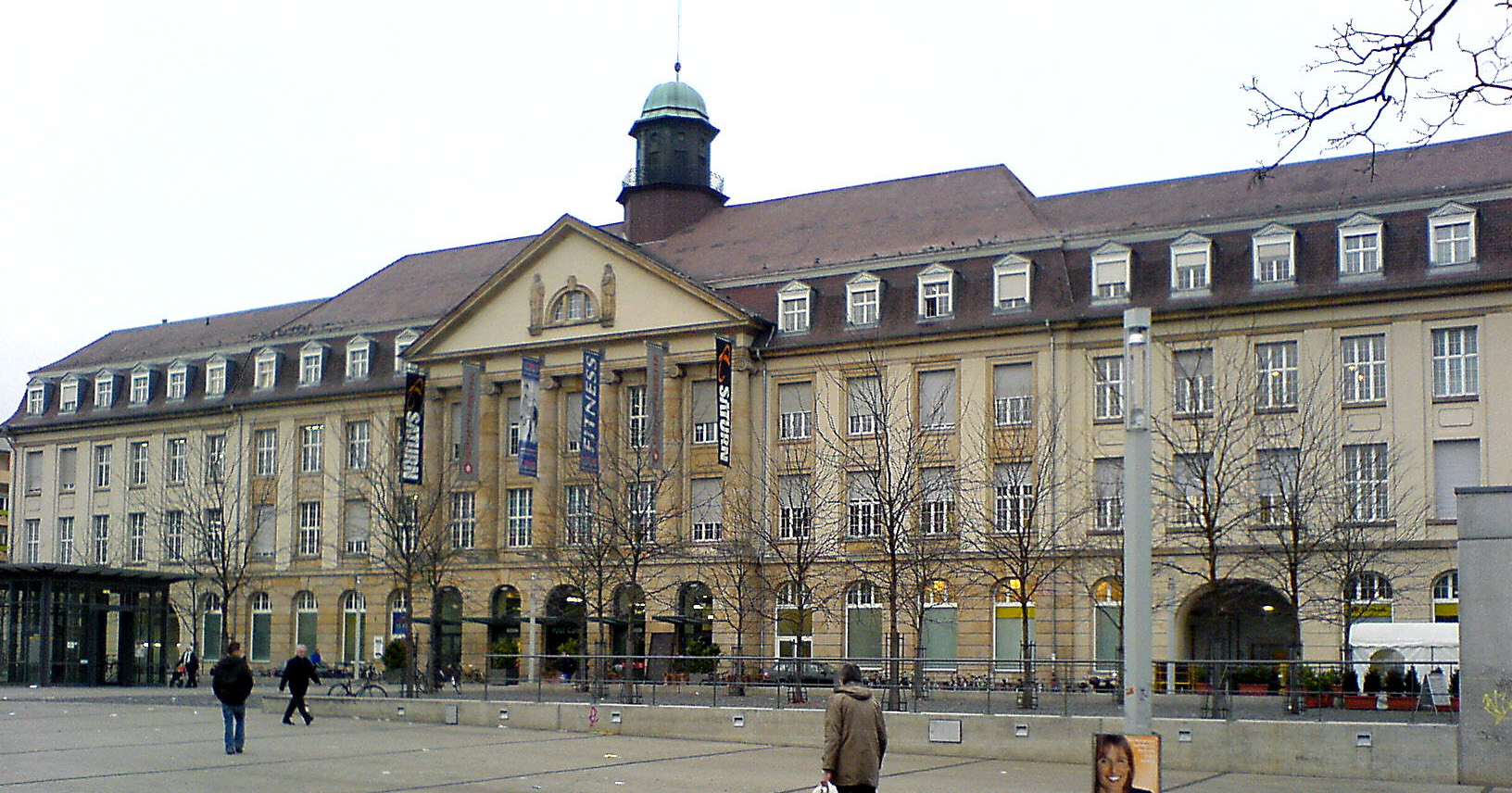
Vue à partir de la Stephanplatz.
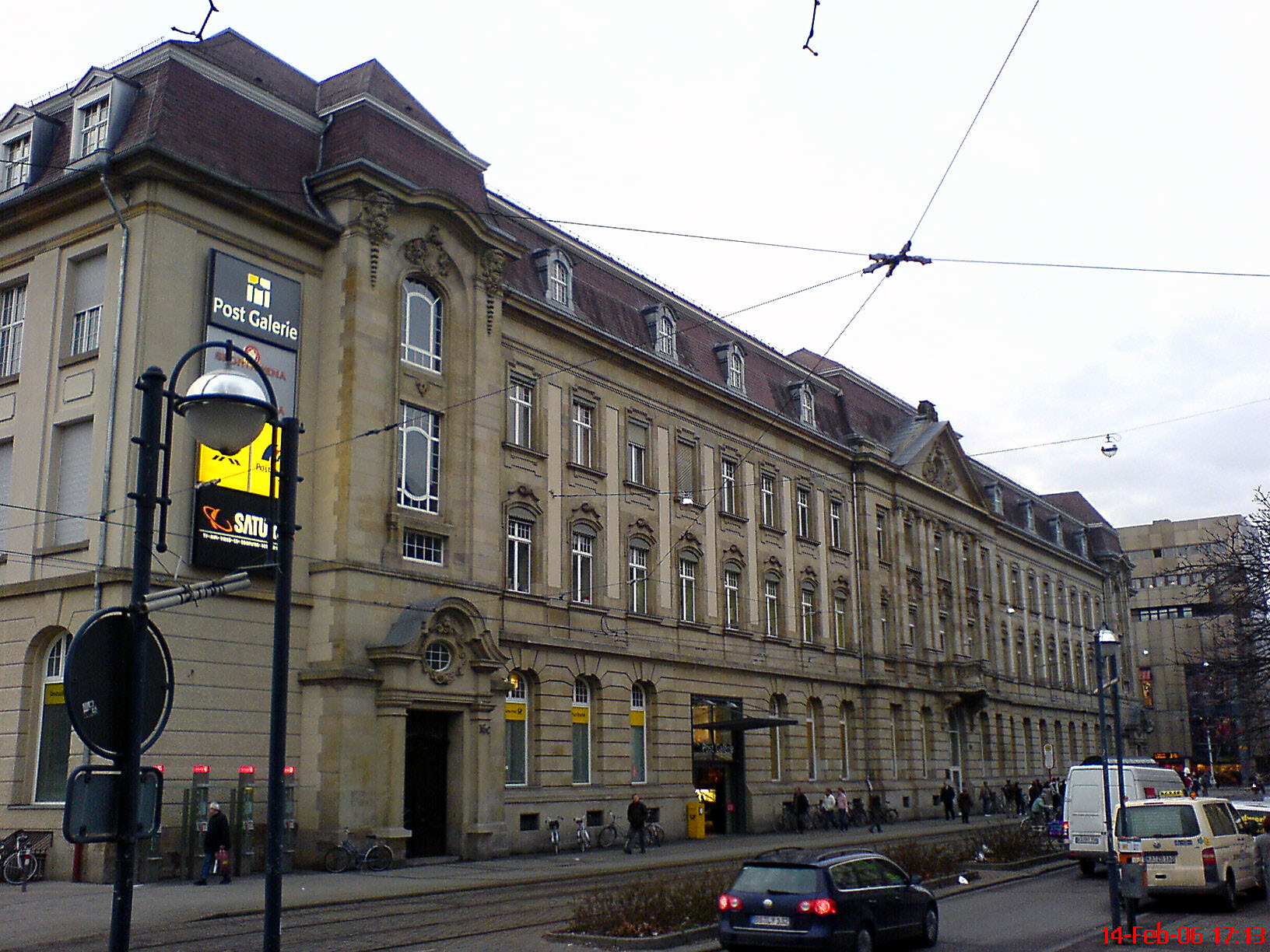
Vue à partir de la Karlstraße.
Façade donnant sur l'Europaplatz avec le monument aux morts des grenadiers de Bade.
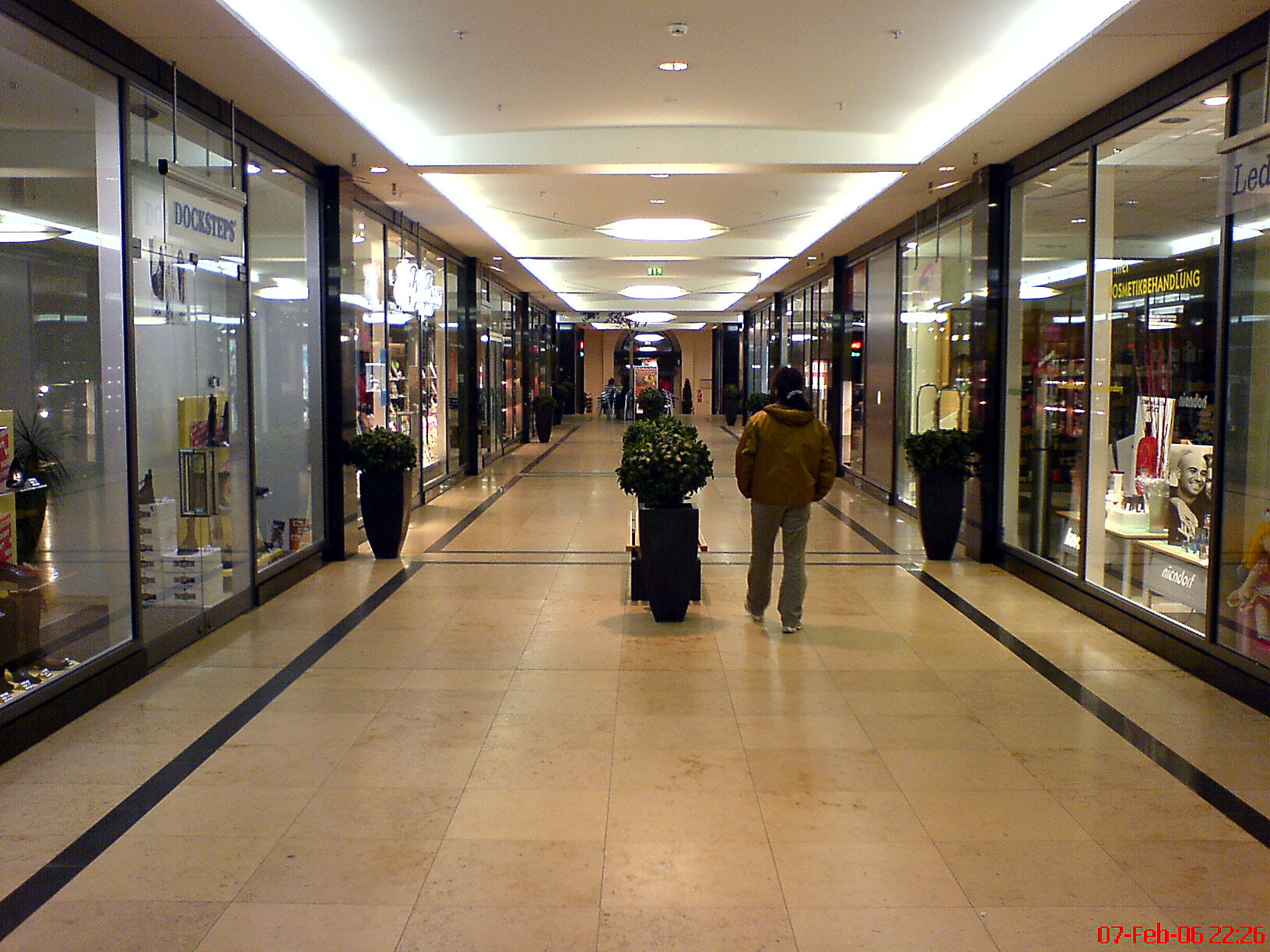
Boutiques au rez-de-chaussée (en dehors des heures d'ouverture)

## Source de la traduction
- (de) Cet article est partiellement ou en totalité issu de l’article de Wikipédia en allemand intitulé « Postgalerie (Karlsruhe) » (voir la liste des auteurs).